# Buona fortuna Charlie - Road Trip Movie
Buona fortuna Charlie - Road Trip Movie (Good Luck Charlie, It's Christmas!) è un film per la televisione del 2011 basato sulla serie Buona fortuna Charlie. Il film è diretto da Arlene Sanford e scritto da Geoff Rodkey. I protagonisti sono Bridgit Mendler, Leigh-Allyn Baker, Bradley Steven Perry, Mia Talerico, Eric Allan Kramer e Jason Dolley, ovvero la famiglia Duncan. Il film prodotto per Disney Channel seguirà i Duncan nella loro gita verso la casa dei genitori di Amy Duncan per Natale. La première è prevista negli Stati Uniti per il 2 dicembre 2011 su Disney Channel ed è a 10 anni circa di distanza dall'ultimo film di Disney Channel a tema natalizio, Natale2.com, datato 2001. In Italia è stato trasmesso il 23 dicembre 2011 su Disney Channel.

## Trama
I Duncan vanno a trovare i genitori di Amy a Palm Springs. Teddy voleva andare per le vacanze con l'amica Ivy in Florida ma i genitori Bob e Amy non le danno il permesso a causa della giovane età. Per dimostrare di essere affidabile, scende dall'aereo per prendere un biglietto aereo gratuito così da poter partire con l'amica, seguita ovviamente dalla mamma. Sfortunatamente il biglietto era valido solo per una persona, quindi mamma e figlia rimangono all'aeroporto. Intanto papà e figli arrivano a Palm Springs dove Bob è continuamente criticato dalla sarcastica nonna, Gabe fa conoscere al nonno l'avanzata tecnologia del decennio mentre PJ cerca di godersi le feste natalizie, combinando come al solito un sacco di guai. Amy e Teddy arrivano a Las Vegas, utilizzando diversi mezzi. Una giovane ragazza che sembra innocente a cui chiede della compagnia ad Amy e Teddy ruba la loro valigia e sono costrette a intrattenere i numerosi cittadini con un'esibizione di canti e balli, in tema natalizio, riescono così a guadagnare un po' di denaro, riuscendo così a pagare il noleggio per un tandem. Il resto della famiglia, intento a recuperare le due, viene coinvolto nella riproduzione del videogioco preferito di Gabe, che vincono. Il creatore come premio gli concede un passaggio nel suo elicottero. Finalmente la famiglia si ritrova. Dopo questa lunghissima avventura riescono a passare il Natale insieme ed Amy e Bob annunciano una nuova notizia: avranno un altro bambino.

## Produzione
Il 13 ottobre 2011 è stato pubblicato il primo teaser trailer sul canale ufficiale di Disney Channel USA, che mostra Amy e Teddy attraversare il deserto su un tandem.